# ایپراتروپیوم بروماید
ایپراتروپیوم بروماید (به انگلیسی: Ipratropium Bromide)
رده درمانی: آنتی کولینرژیک گشادکننده برونش .
اشکال دارویی: افشانه

## مکانیسم‌اثر
این دارو جزو بلوک کننده‌های گیرنده‌های استیل کولین است..

## موارد مصرف
ایپراتروپیوم بروماید که با نام تجاری آتروونت نیز موجود است در درمان آسم و برونکو اسپاسم، رینیت آلرژیک کاربرد دارد.